# Katia Kessaci
Katia Kessaci, née le 28 février 1995, est une pongiste algérienne.
Elle est médaillée de bronze en double dames et par équipe aux Jeux africains de 2019.